# Arthur Erickson
Arthur C. Erickson, né le 14 juin 1924 à Vancouver (Colombie-Britannique) et décédé le 20 mai 2009 à Vancouver, était un architecte canadien.
Il a réalisé de nombreux immeubles et des maisons au style à la Le Corbusier :
- Université Simon Fraser, Vancouver, C.-B.
- Musée d'anthropologie à Vancouver, à l'université de C.-B.
- Université de Lethbridge
- Ambassade du Canada à Washington, D.C.
- Robson Square (en), à Vancouver
- Fresno City Hall (en), Fresno
- San Diego Convention Center, San Diego Californie
- Roy Thomson Hall, Toronto
- Two California Plaza, à Los Angeles.
- Siège de la Banque du Canada

## Distinctions et honneurs
- 1968 - Prix Molson
- 1973 - Officier de l'Ordre du Canada
- 1981 -  Compagnon de l'Ordre du Canada
- Prix de la Banque Royale du Canada